# Metcha
Metcha (ou Bametcha ?) est un village du Cameroun appartenant à la commune de Bangangté dans le département de Ndé à l'ouest du Cameroun.

## Population
En 1966, la localité comptait 60 habitants.
Lors du recensement de 2005, la population de Metcha était de 59 personnes.